# Tortella jugicola
Tortella jugicola är en bladmossart som beskrevs av Jean Édouard Gabriel Narcisse Paris 1906. Tortella jugicola ingår i släktet kalkmossor, och familjen Pottiaceae. Inga underarter finns listade i Catalogue of Life.